# Kaitlyn Dias

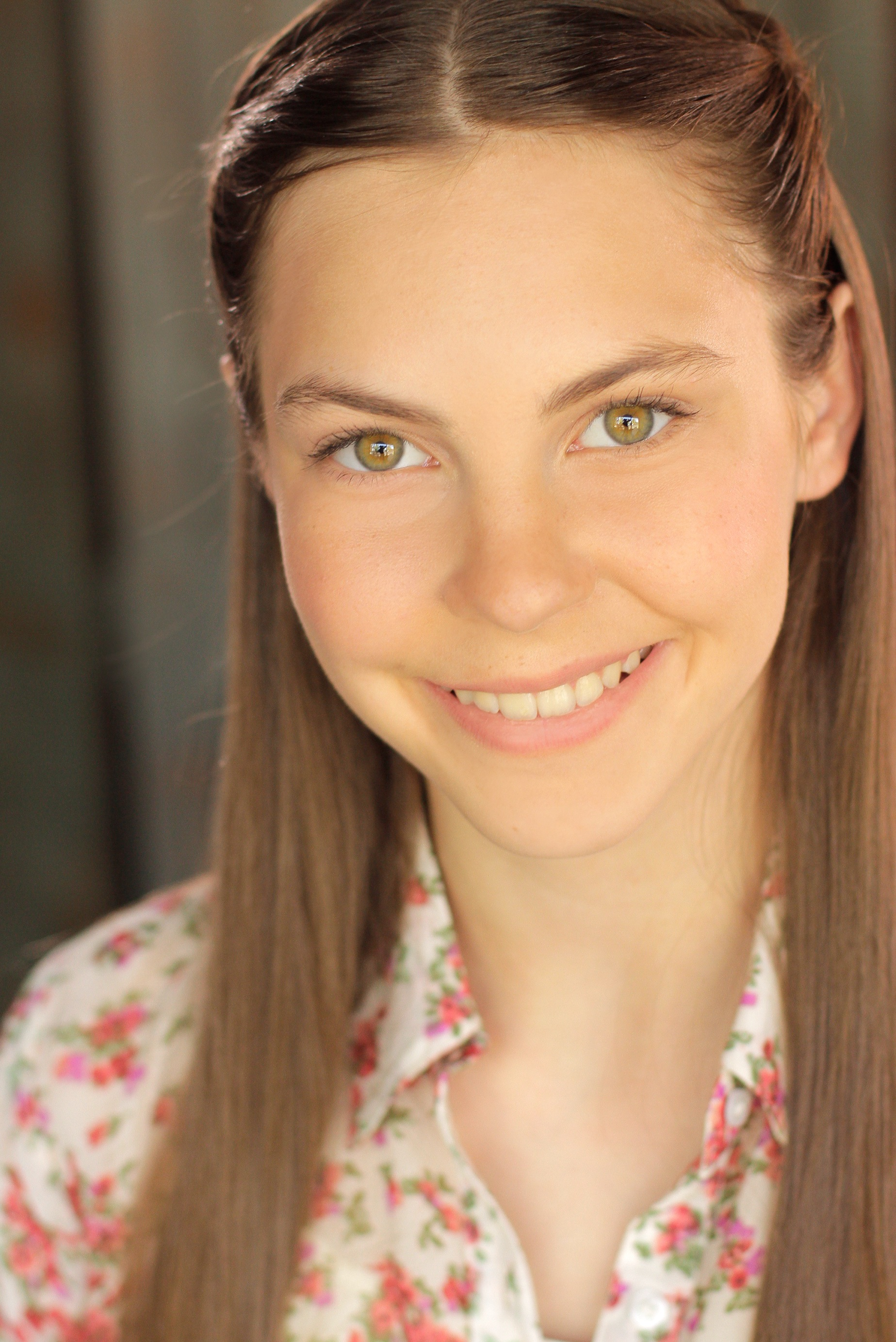
Kaitlyn Dias (2014)

Kaitlyn Dias (* 11. Mai 1999 in El Dorado Hills, Kalifornien) ist eine US-amerikanische Schauspielerin und Synchronsprecherin, die vor allem durch ihre Stimme der Riley in der Pixar-Produktion Alles steht Kopf und darauf basierenden weiteren Produktionen Bekanntheit erlangte.

## Leben und Karriere
Kaitlyn Dias wurde am 11. Mai 1999 in El Dorado Hills in Nordkalifornien geboren, wo sie auch aufwuchs. Im Alter von fünf Jahren begann sie mit der Schauspielerei in Schul- und Kirchenproduktionen. So wirkte sie in mindestens sechs Theateraufführungen der lokalen Lakehills Covenant Church mit und spielte auch in einer Theaterproduktion der Ponderosa High School im El Dorado County mit. Nachdem sie bereits in ihrer Heimatstadt El Dorado Hills erste Ausbildungen als Schauspielerin absolviert hatte, wurde sie nach ihrem Umzug nach Los Angeles vorwiegend hier, jedoch auch in der Hauptstadt Sacramento und in San Francisco ausgebildet. Im Jahre 2011 wirkte sie an der ersten nennenswerten Filmproduktion mit; in Karl Fords Kurzfilm Burial mimte sie eine jüngere Version des Hauptcharakters Jessie (gespielt von Noot Seear). Ein Jahr später hatte sie einen Auftritt im Scientology-Film Fundamentals of Thought (dt. Scientology: Die Grundlagen des Denkens) der Scientology-Produktionsfirma Golden Era Productions. Nachdem sie 2013 in Julio Saldarriagas Action-Drama The Shifting mitspielte, wurde sie im Jahre 2014 in die Hauptrolle der Riley in der Disney-Pixar-Co-Produktion Alles steht Kopf gecastet. In der deutschsprachigen Synchronfassung des Films übernahm die Stimme der Riley die etwa gleich alte Vivien Gilbert. Weiters hatte Dias 2015 Sprechrollen als Riley im auf dem Film basierenden Kurzfilm Rileys erstes Date?, sowie im Videospiel Disney Infinity 3.0. Für ihr Engagement in Alles steht Kopf wurde sie bei der Verleihung der Young Artist Awards 2016 für einen Young Artist Award in der Kategorie „Best Performance in a Voice-Over Role – Young Actress (12 – 21)“ nominiert und konnte den Gewinn dieses Preis für sich entscheiden.

## Filmografie (Auswahl)
- 2011: Burial (Kurzfilm)
- 2012: Scientology: Die Grundlagen des Denkens (Scientology: Fundamentals of Thought)
- 2013: The Shifting
- 2015: Alles steht Kopf (Inside Out) (Sprechrolle)
- 2015: Disney Infinity 3.0 (Videospiel; Sprechrolle)
- 2015: Rileys erstes Date? (Riley’s First Date?) (Kurzfilm; Sprechrolle)

## Auszeichnungen
- 2016: Young Artist Award in der Kategorie „Best Performance in a Voice-Over Role – Young Actress (12 – 21)“ für ihr Engagement in Alles steht Kopf[1]